# Uri Gap-sun-i
Uri Gap-sun-i (우리 갑순이?, lett. "La nostra Gap-soon"; titolo internazionale Perfect Bride, conosciuta anche come Our Gap-soon) è una serie televisiva sudcoreana trasmessa su SBS dal 27 agosto 2016 all'8 aprile 2017. Grazie all'incremento degli ascolti, l'8 dicembre furono ordinati undici ulteriori episodi, portando il totale a sessantuno.

## Trama
Heo Gap-dol e Shin Gap-soon si frequentano da dieci anni e affrontano le difficoltà di essere una coppia disoccupata in ristrettezze economiche, che limitano non solo le possibilità di uscire per un appuntamento, ma soprattutto di sposarsi. Entrambi studiano da anni per gli esami di funzionario statale e maestra, ma continuano a ritardarne il sostenimento, soprattutto Gap-dol, che è infantile e svogliato. Quando Gap-soon scopre di essere incinta, i due, aiutati dalla sorella di Gap-soon, iniziano a convivere, tenendolo segreto alle famiglie conservatrici.
Nel frattempo, la sorella maggiore di Gap-soon, Jae-soon, fa fatica ad adattarsi alla famiglia del suo nuovo marito, nonostante sia passato già un anno dal matrimonio, mentre il fratello maggiore della ragazza, Se-gye, è insoddisfatto della carriera di medico verso la quale l'hanno spinto i genitori e la suocera.

## Personaggi

### Personaggi principali
- Shin Gap-soon, interpretata da Kim So-eun
- Heo Gap-dol, interpretato da Song Jae-rim
- Shin Jung-nyeon, interpretato da Jang Yong
Padre di Gap-soon, dopo aver lasciato il lavoro prima del pensionamento si dedica alla raccolta di spazzatura, che rivende a un rigattiere.
- In Nae-shim, interpretata da Go Doo-shim
Madre di Gap-soon, nutre grandi aspettative nei confronti dei suoi figli.
- Shin Mal-nyeon, interpretata da Lee Mi-young
Zia di Gap-soon, sorella minore di Jung-nyeon, vive a casa Shin a scrocco e dice sempre tutto quello che pensa.
- Nam Gi-ja, interpretata da Lee Bo-hee
Madre di Gap-dol, è rimasta vedova da giovane e rimpiange di non poter dare una vita più dignitosa ai suoi figli. Lavora come governante e badante per Bong e la sua famiglia.
- Heo Da-hae, interpretata da Kim Gyu-ri
Sorella maggiore di Gap-dol ed ex-moglie di Geum-shik, lavora in un karaoke al quale ha chiesto un grosso prestito che non riesce a restituire.
- Shin Jae-soon, interpretata da Yoo Sun
Sorella maggiore di Gap-soon, dalla personalità gentile e remissiva. Si confida raramente, preferendo sopportare in silenzio.
- Jo Geum-shik, interpretato da Choi Dae-chul
Marito di Jae-soon, un ricco uomo d'affari che pensa più all'azienda che alla famiglia.
- Jo Ah-young, interpretata da Yang Jung-won
Sorella minore di Geum-shik, lavora come assistente di volo e sogna di sposare un uomo ricco e più giovane. Inizia a uscire con Soo-jo, ignara che lui la stia truffando.
- Shin Se-gye, interpretato da Lee Wan
Fratello maggiore di Gap-soon, è impiegato come medico, professione verso cui l'hanno spinto i genitori, e si è sposato per volere del padre, che desiderava un matrimonio che migliorasse le condizioni economiche del figlio.
- Yeo Gong-joo, interpretata da Jang Da-yun
Moglie di Se-gye, passa la maggior parte del tempo a mangiare con sua madre e ad uscire con i suoi amici universitari.
- Yeo Shi-nae, interpretata da Kim Hye-sun
Madre di Gong-joo, una donna non molto colta che frequenta Do-geum senza sapere che egli la sta truffando per avere i suoi soldi.
- Yeo Bong, interpretata da Jeon Kuk-hwan
Padre di Shi-nae e nonno di Gong-joo, un anziano ipocondriaco.
- Geum Do-geum, interpretato da Lee Byung-joon e Ji Chan (da giovane)
Inquilino di Gi-ja, un truffatore che si finge professore di poesia.
- Geum Soo-jo, interpretato da Seo Kang-suk
Figlio di Do-geum, è stato allevato per diventare il genero di una famiglia ricca. Per questo, inizia a uscire con Ah-young.
- Jeon Ddol-ee, interpretato da Lee Seung-woo
Figlio di Jae-soon e del suo primo marito.
- Jo Cho-rong, interpretata da Park Seo-yeon e Seo Ga-eun (da bambina)
Figlia maggiore di Da-hae e Geum-shik.
- Jo Da-rong, interpretata da Uhm Seo-hyun
Figlia minore di Da-hae e Geum-shik.

### Personaggi secondari
- Jeong Man-joo, interpretata da Yoo Se-rye
Collega ed ex-compagna di scuola di Se-gye, nonché ex-ragazza. Proviene da una famiglia in costanti difficoltà economica, e si ritrova a dover sempre restituire i debiti contratti dai suoi genitori.
- Kim Sam-shik, interpretato da Cha Gwang-soo
Amico e complice di Do-geum e Soo-jo, fa il cameriere in un ristorante. In passato è uscito con Mal-nyeon, ed è il vero padre di Dal-pa.
- Choi Ha-soo, interpretato da Han Do-woo
Erede di un chaebol, figlio della proprietaria del karaoke dove Da-hae lavora, inizia a frequentare Gap-soon, ma in realtà ha un'altra ragazza. Solo in seguito si interessa veramente a lei.
- Jeon Se-bang, interpretato da Jung Chan
Ex-marito di Jae-soon, padre di Ddol-ee, all'insaputa di tutti è in carcere per aver condotto affari poco puliti.
- Bae Dal-tong, interpretato da Go Young-min
Migliore amico di Gap-dol, è stato a scuola con lui e con Gap-soon. Lavora come ragazzo delle consegne per un ristorante e si innamora di Young-ran.
- Kim Young-ran, interpretata da Ah Young
Funzionaria statale, superiore di Gap-dol quando questi supera l'esame.
- Go Dal-pa, interpretato da Kim Jung-hwan
Figlio di Mal-nyeon, che tuttavia odia perché da piccolo lo lasciava sempre da solo, e amico di Ah-young.
- Ban Ji-ah, interpretata da Seo Yoo-jeong
Collega di Soo-jo al magazzino dell'azienda degli Yeo, è una madre single con due neonati gemelli, Il-ho e Yi-ho, avuti dal fidanzato, morto in un incidente stradale.
- Kkot-nim, interpretata da Lee Sang-suk
Ex-compagna delle elementari di Jung-nyeon.

## Ascolti
| Episodio | Data di trasmissione | Dati TNMS           | Dati TNMS                  | Dati AGB            | Dati AGB                   |
| Episodio | Data di trasmissione | A livello nazionale | Area metropolitana di Seul | A livello nazionale | Area metropolitana di Seul |
| -------- | -------------------- | ------------------- | -------------------------- | ------------------- | -------------------------- |
| 1        | 27 agosto 2016       | 6,3%                | 7,3%                       | 6,8%                | 7,7%                       |
| 2        | 28 agosto 2016       | 8,1%                | 9,4%                       | 8,4%                | 9,1%                       |
| 3        | 3 settembre 2016     | 6,5%                | 7,6%                       | 6,5%                | 7,2%                       |
| 4        | 4 settembre 2016     | 6,1%                | 6,9%                       | 6,9%                | 7,4%                       |
| 5        | 10 settembre 2016    | 6,2%                | 7,5%                       | 6,9%                | 8,1%                       |
| 6        | 11 settembre 2016    | 6,3%                | 6,5%                       | 6,4%                | 6,9%                       |
| 7        | 17 settembre 2016    | 7,1%                | 7,6%                       | 7,4%                | 8,1%                       |
| 8        | 18 settembre 2016    | 7,6%                | 9,1%                       | 8,4%                | 9,2%                       |
| 9        | 24 settembre 2016    | 6,4%                | 7,7%                       | 8,2%                | 8,7%                       |
| 10       | 25 settembre 2016    | 7,7%                | 9,0%                       | 8,4%                | 9,6%                       |
| 11       | 1 ottobre 2016       | 6,7%                | 7,8%                       | 7,5%                | 8,6%                       |
| 12       | 2 ottobre 2016       | 8,4%                | 11,1%                      | 8,9%                | 10,1%                      |
| 13       | 8 ottobre 2016       | 7,2%                | 7,6%                       | 7,2%                | 7,8%                       |
| 14       | 9 ottobre 2016       | 7,3%                | 8,3%                       | 8,3%                | 9,0%                       |
| 15       | 15 ottobre 2016      | 7,3%                | 8,8%                       | 7,5%                | 8,0%                       |
| 16       | 16 ottobre 2016      | 8,2%                | 10,4%                      | 8,9%                | 10,1%                      |
| 17       | 22 ottobre 2016      | 6,2%                | 7,3%                       | 7,7%                | 8,1%                       |
| 18       | 23 ottobre 2016      | 8,3%                | 9,4%                       | 9,6%                | 10,7%                      |
| 19       | 29 ottobre 2016      | 7,7%                | 8,5%                       | 7,8%                | 9,0%                       |
| 20       | 30 ottobre 2016      | 8,7%                | 10,2%                      | 11,1%               | 12,8%                      |
| 21       | 5 novembre 2016      | 8,0%                | 9,2%                       | 8,5%                | 10,0%                      |
| 22       | 5 novembre 2016      | 9,8%                | 11,5%                      | 10,6%               | 11,2%                      |
| 23       | 12 novembre 2016     | 8,2%                | 9,2%                       | 9,7%                | 10,4%                      |
| 24       | 19 novembre 2016     | 8,3%                | 9,6%                       | 9,5%                | 10,3%                      |
| 25       | 19 novembre 2016     | 12,5%               | 13,9%                      | 13,7%               | 14,3%                      |
| 26       | 26 novembre 2016     | 8,9%                | 10,9%                      | 10,0%               | 11,6%                      |
| 27       | 26 novembre 2016     | 13,2%               | 15,3%                      | 15,3%               | 17,0%                      |
| 28       | 3 dicembre 2016      | 8,0%                | 9,7%                       | 9,1%                | 10,5%                      |
| 29       | 3 dicembre 2016      | 13,4%               | 15,8%                      | 14,5%               | 15,6%                      |
| 30       | 10 dicembre 2016     | 9,2%                | 11,3%                      | 10,1%               | 11,5%                      |
| 31       | 10 dicembre 2016     | 14,3%               | 17,6%                      | 16,1%               | 17,5%                      |
| 32       | 17 dicembre 2016     | 9,3%                | 11,9%                      | 10,9%               | 12,5%                      |
| 33       | 17 dicembre 2016     | 15,1%               | 17,2%                      | 16,8%               | 18,4%                      |
| 34       | 24 dicembre 2016     | 8,0%                | 9,4%                       | 9,7%                | 10,0%                      |
| 35       | 24 dicembre 2016     | 13,5%               | 15,2%                      | 16,1%               | 16,2%                      |
| 36       | 7 gennaio 2017       | 8,2%                | 9,9%                       | 9,7%                | 10,9%                      |
| 37       | 7 gennaio 2017       | 14,9%               | 16,5%                      | 16,3%               | 17,4%                      |
| 38       | 14 gennaio 2017      | 9,0%                | 10,7%                      | 10,3%               | 11,3%                      |
| 39       | 14 gennaio 2017      | 16,5%               | 18,1%                      | 16,9%               | 17,2%                      |
| 40       | 21 gennaio 2017      | 7,5%                | 8,4%                       | 8,7%                | 9,6%                       |
| 41       | 21 gennaio 2017      | 13,8%               | 15,6%                      | 15,8%               | 16,1%                      |
| 42       | 4 febbraio 2017      | 7,8%                | 9,1%                       | 8,5%                | 9,5%                       |
| 43       | 4 febbraio 2017      | 15,0%               | 17,0%                      | 17,0%               | 17,8%                      |
| 44       | 11 febbraio 2017     | 8,5%                | 9,9%                       | 10,8%               | 12,2%                      |
| 45       | 11 febbraio 2017     | 14,9%               | 17,2%                      | 17,0%               | 17,8%                      |
| 46       | 18 febbraio 2017     | 6,8%                | 8,4%                       | 8,1%                | 9,2%                       |
| 47       | 18 febbraio 2017     | 14,1%               | 16,5%                      | 17,0%               | 17,2%                      |
| 48       | 25 febbraio 2017     | 6,7%                | 7,6%                       | 8,9%                | 10,0%                      |
| 49       | 25 febbraio 2017     | 15,9%               | 17,8%                      | 18,2%               | 19,0%                      |
| 50       | 4 marzo 2017         | 10,9%               | 12,7%                      | 12,6%               | 13,4%                      |
| 51       | 4 marzo 2017         | 14,9%               | 17,3%                      | 18,3%               | 18,5%                      |
| 52       | 11 marzo 2017        | 11,8%               | 14,7%                      | 14,2%               | 14,7%                      |
| 53       | 11 marzo 2017        | 14,7%               | 17,8%                      | 18,1%               | 17,7%                      |
| 54       | 18 marzo 2017        | 12,9%               | 14,7%                      | 14,4%               | 15,2%                      |
| 55       | 18 marzo 2017        | 17,3%               | 19,2%                      | 19,2%               | 20,0%                      |
| 56       | 25 marzo 2017        | 14,3%               | 16,4%                      | 14,4%               | 15,7%                      |
| 57       | 25 marzo 2017        | 17,8%               | 20,0%                      | 19,2%               | 20,3%                      |
| 58       | 1 aprile 2017        | 13,7%               | 15,5%                      | 13,3%               | 13,8%                      |
| 59       | 1 aprile 2017        | 18,9%               | 22,3%                      | 18,8%               | 19,9%                      |
| 60       | 8 aprile 2017        | 14,0%               | 15,8%                      | 14,6%               | 16,2%                      |
| 61       | 8 aprile 2017        | 19,4%               | 21,8%                      | 20,1%               | 21,4%                      |
| Media    | Media                | 10,56%              | 12,24%                     | 11,80%              | 12,71%                     |

## Colonna sonora
1. Our Gap-soon (우리 갑순이) – Daybreak
2. How Did We (어쩌다 우리가) – Zemini
3. Can You See? (보이나요) – Bily Acoustie
4. If You Crossed (스쳐갔다면) – BBAhn
5. Don't Leave Me (돌아서지 말아요) – The NuTs
6. Don't Come Closer (다가오지 말아요) – Kim Hyo-jin (2NB)
7. Love Love Love – Only You feat. Norwegian Wood
8. You Are My Dream – Via
9. Like a Star – Zemini
10. If We (만약에 우리) – Yoon Won
11. Just Turn Around (그냥 돌아서면 돼) – Lydia
12. Starting From Today (오늘부터 시작) – Chun Suk-man feat. Blue Mangtto
13. Dripping (뚝뚝뚝) – Say'n
14. Can I Love You? (사랑해도 될까요) – Han All
15. Hello – Berry Good
16. That's Right (맞구요) – Kim Ji-min
17. Just Once (꼭 한 번만) – Ha Sung
18. Yes I Did (그래 그랬어) – Oh Yoon-hye
19. You Mean Everything – Son Yoo-na (2NB)
20. There Was One Person (한 사람이 있었다) – Paul Song
21. If You See (너만 보면) – Raon
22. That's Right (Ballad Ver.) (맞구요 (Ballad Ver.)) – Kim Ji-min

## Riconoscimenti
| Anno | Premio           | Categoria                                              | Ricevente                 | Risultato       |
| ---- | ---------------- | ------------------------------------------------------ | ------------------------- | --------------- |
| 2016 | SBS Drama Awards | Premio all'eccellenza top, attrice in un drama seriale | Go Doo-shim               | Candidato/a     |
| 2016 | SBS Drama Awards | Premio all'eccellenza, attore in un drama seriale      | Lee Wan                   | Candidato/a     |
| 2016 | SBS Drama Awards | Premio all'eccellenza, attrice in un drama seriale     | Kim Gyu-ri                | Candidato/a     |
| 2016 | SBS Drama Awards | Premio speciale, attore in un drama seriale            | Song Jae-rim              | Vincitore/trice |
| 2016 | SBS Drama Awards | Premio speciale, attrice in un drama seriale           | Kim So-eun                | Vincitore/trice |
| 2016 | SBS Drama Awards | Premio alla carriera                                   | Jang Yong                 | Vincitore/trice |
| 2016 | SBS Drama Awards | Premio Miglior coppia                                  | Song Jae-rim e Kim So-eun | Candidato/a     |
| 2016 | SBS Drama Awards | Premio accademia degli idol - Miglior bacio            | Song Jae-rim e Kim So-eun | Candidato/a     |

## Trasmissioni internazionali
| Paese    | Canale  | Prima TV                | Titolo adottato                                                                                  |
| -------- | ------- | ----------------------- | ------------------------------------------------------------------------------------------------ |
| Giappone | DATV TV | 28 aprile 2017-in corso | パーフェクトカップル～恋は試行錯誤～ (Perfect Couple ～L'amore è fatto di tentativi ed errori～) |